# 北林一光
北林 一光（きたばやし いっこう、1961年9月30日 - 2006年11月）は、日本の小説家、ホラー作家、プロデューサー。本名は早崎一光。

## 来歴・人物
長野県生まれ。1987年（昭和62年）から、映画宣伝会社のプロデューサーとして、ゆうばり国際ファンタスティック映画祭の立ち上げなどに参画する。1998年（平成10年）に退社し、長野県で執筆活動を開始する。2000年（平成12年）、「瞑れる山」が第7回日本ホラー小説大賞の最終候補に選ばれる。2005年（平成17年）、「幻の山」が第12回松本清張賞の最終候補に選ばれる（後に『ファントム・ピークス』と改題）。執筆を続ける中、癌を発症し、2006年（平成18年）11月に逝去する。45歳没。山を舞台としたサスペンスフルな作風で、大自然の恐ろしさを描くことを得意としている。『ファントム・ピークス』を宮部みゆきが絶賛している。『サイレント・ブラッド』に貴志祐介が、もう北林のホラー作品が読めないのが残念だという旨のコメントを寄せている。『シャッター・マウンテン』は、北林の友人たちによって遺品のワープロから見つけ出され、復元された作品である。

## ノミネート歴
- 2000年 - 「瞑れる山」で第7回日本ホラー小説大賞最終候補
- 2005年 - 「幻の山」で第12回松本清張賞最終候補

## 著作
3作の小説が発表されている。いずれも装幀のイラストを藤田新策が手掛けている。
- ファントム・ピークス Phantom Peaks（2007年11月 角川書店 / 2010年12月 角川文庫）
- サイレント・ブラッド Silent Blood（2011年8月 角川文庫）
- シャッター・マウンテン Shutter Mountain（2013年2月 角川書店 / 2015年2月 角川文庫）